# Michał Kotula
Michał Kotula (ur. 2 maja 1981 w Toruniu) – malarz i historyk sztuki z Bytomia.
W 2001 ukończył Państwowe Liceum Sztuk Plastycznych w Katowicach, a w 2007 Akademię Sztuk Pięknych tamże (Wydział Malarstwa) – w pracowni prof. Jacka Rykały.

## Wystawy indywidualne
- galeria PrzyTyCk – Tarnowskie Góry, maj 2006,
- galeria Cafe-Szafe – Kraków, luty 2007
- Pokój do wynajęcia, galeria Kronika – Bytom, marzec 2007
- Malarstwo jak zazdrosna kochanka, Galeria Sztuki Współczesnej Profil – Poznań (Zamek Cesarski) – luty 2010

Ponadto brał udział w 12 wystawach zbiorowych, w takich miastach, jak Katowice, Frankfurt nad Menem, Warszawa, Legnica, czy Słupsk.

## Nagrody
- Złota Rama, grudzień 2009, ZPAP Katowice
- wyróżnienie Honorowe w II Międzynarodowym Biennale Obrazu "QUADRO ART", galeria ZPAP "Na Piętrze", Łódź, grudzień 2009
- Grand Prix w międzynarodowym konkursie malarskim Obraz przestrzeni publicznej, Galeria Sztuki Współczesnej Profil, Poznań, styczeń 2009
- nagroda w konkursie Obraz roku 2007, organizowanym przez Związek Polskich Artystów Plastyków oddział w Katowicach, maj 2008
- nagroda publiczności w konkursie Bielska Jesień, galeria BWA w Bielsku-Białej, listopad 2007

## Charakter malarstwa
Artysta poszukuje własnej estetyki, przede wszystkim na drodze kompilacji technik – głównie malarstwa i fotografii. Działania artystyczne łączy z żywym zainteresowaniem historią sztuki.